# Peter Dickson
Peter James Dickson, född 27 augusti 1945 i Sydney i New South Wales, död 27 juni 2008 i Lindfield i New South Wales, var en australisk roddare.
Dickson blev olympisk silvermedaljör i åtta med styrman vid sommarspelen 1968 i Mexico City.